# Eberhard Holtz

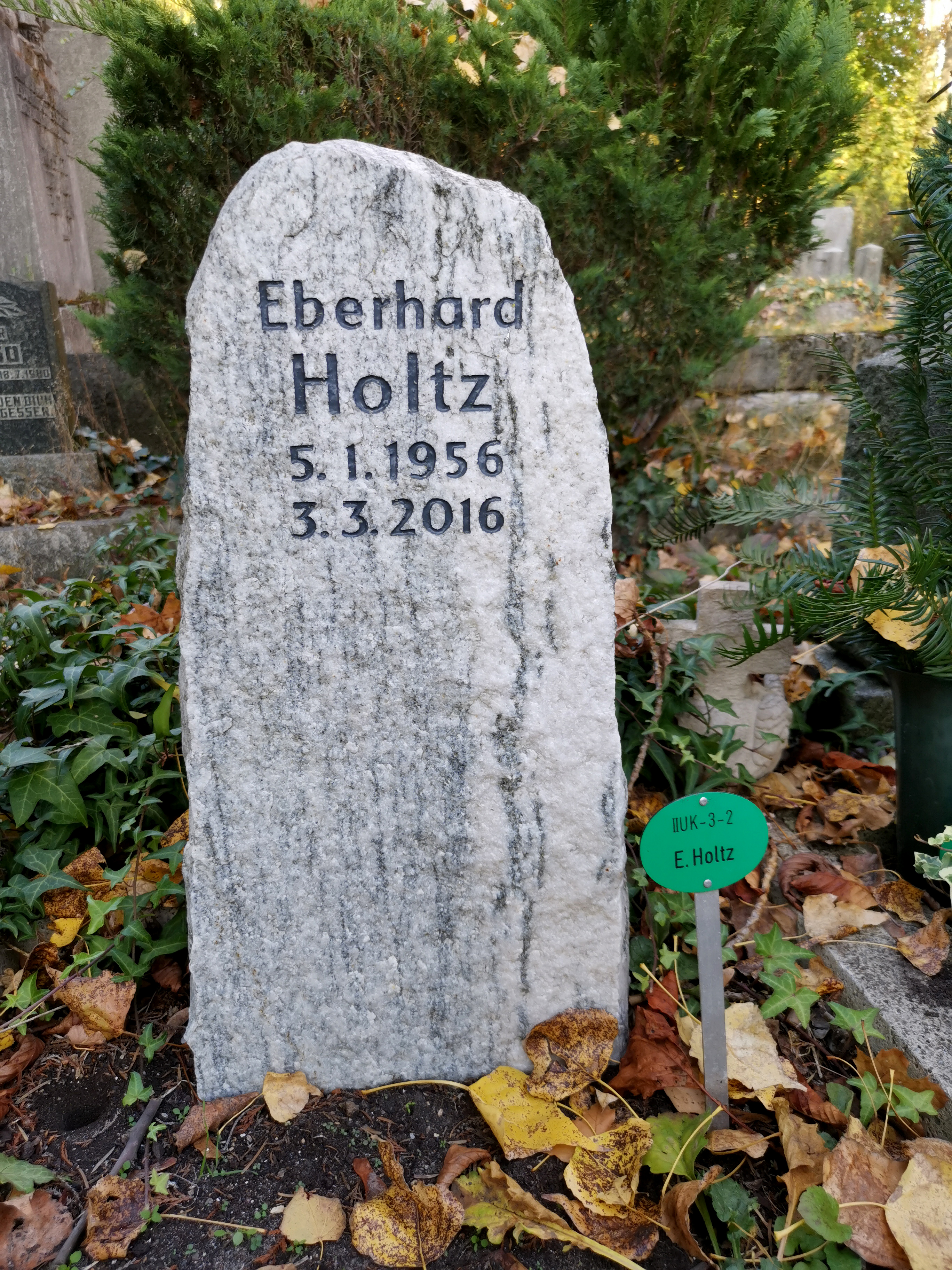
Grabstätte auf dem Friedhof II der Sophiengemeinde

Eberhard Holtz (* 5. Januar 1956 in Rathenow; † 3. März 2016 in Berlin) war ein deutscher Historiker der Geschichte des Mittelalters. Holtz war Leiter der von der Berlin-Brandenburgischen Akademie der Wissenschaften eingerichteten Arbeitsstelle Regesta Imperii Regesten Kaiser Friedrichs III.

## Leben
Holtz wuchs in Potsdam auf, wo er auch die Erweiterte Oberschule besuchte. Nach bestandenem Abitur leistete er zunächst seinen Wehrdienst in der NVA ab. Anschließend begann er ein Geschichtsstudium mit der Spezialisierung Mittelaltergeschichte an der Humboldt-Universität zu Berlin, das er 1982 als Diplomhistoriker beenden konnte. Das Thema seiner Diplomarbeit war das Verhältnis von König, Adel und der Städte sowie die Bildung des Parlamentarismus im England des Hochmittelalters. Teile seiner Arbeit veröffentlichte er 1984 mit dem Titel Königtum, Adel und Städte in den Auseinandersetzungen 1258 bis 1267 und die Herausbildung des Parlaments in England in der Wissenschaftlichen Zeitschrift der Humboldt-Universität zu Berlin.
Im September 1982 wurde Holtz Mitarbeiter im Bereich Feudalismus am Zentralinstitut für Geschichte der Akademie der Wissenschaften der DDR. Dort promovierte er 1987 mit einer Dissertation über die Reichsstädte und die Zentralgewalt unter König Wenzel. Seine Arbeit, die von dem Historiker Bernhard Töpfer betreut wurde, erschien 1993 mit dem Titel Reichsstädte und Zentralgewalt unter König Wenzel 1376–1400 als vierter Band der Monografischen Reihe Studien zu den Luxemburgern und ihrer Zeit im Fahlbusch Verlag.
1989 erhielt Holtz ein Stipendium des Deutschen Akademischen Austauschdienstes zur Erforschung der Archive und Bibliotheken über Kaiser Friedrich III. in der Bundesrepublik Deutschland, wobei er auch die Mainzer Arbeitsstelle der Regesta Imperii kennenlernte. Nach der Deutschen Wiedervereinigung konnte dann 1992 eine eigene Arbeitsstelle von der Berlin-Brandenburgischen Akademie der Wissenschaften geschaffen werden, deren Leitung Holtz übertragen wurde. 1996 veröffentlichte er seine erste Arbeit mit Urkunden und Briefen von Kaiser Friedrich III. aus den Archiven und Bibliotheken von Thüringen als Band 10 der Gesamtreihe Regesten Kaiser Friedrichs III. (1440–1493). Nach Archiven und Bibliotheken geordnet. Es folgte 2002 der 16. Band aus Archiven und Bibliotheken von Sachsen-Anhalt sowie 2006 der 21. Band mit Urkunden und Briefen aus den schlesischen Archiven und Bibliotheken aus Polen und 2012 sein umfangreichster 26. Band mit Briefen und Urkunden aus den Archiven und Bibliotheken aus Tschechien. Der 31. und letzte Band von ihm mit den Urkunden und Briefen Kaiser Friedrichs III. aus den Archiven und Bibliotheken der deutschen Bundesländer Bremen, Hamburg und Schleswig-Holstein sowie der skandinavischen Länder erschien 2016 postum. Für den 36. Band der Reihe leistete er wichtige Vorarbeiten. Er war außerdem Mitautor des Handbuchs der historischen Stätten Böhmen und Mähren.
Eberhard Holtz starb am 3. März 2016 nach kurzer schwerer Krankheit im Alter von 60 Jahren in Berlin. Er wurde auf dem Friedhof II der Sophiengemeinde in Berlin-Mitte bestattet.

## Veröffentlichungen (Auswahl)

### Autor
- Königtum, Adel und Städte in den Auseinandersetzungen 1258 bis 1267 und die Herausbildung des Parlaments in England. (Diplomarbeit), Wissenschaftliche Zeitschrift der Humboldt-Universität Berlin, Heft 33, Berlin 1984.
- Reichsstädte und Zentralgewalt unter König Wenzel 1376–1400. (Dissertationsschrift), Fahlbusch, Warendorf 1993, ISBN 978-3-925522-10-9.
- Zum Problem von Langzeit-Editionen am Beispiel der Regesten Kaiser Friedrichs III. (1440–1493). In: Tom Graber (Hrsg.): Diplomatische Forschungen in Mitteldeutschland. Universitäts-Verlag, Leipzig 2005, Seite 249–260, ISBN 978-3-937209-37-1, (Digitalisat).

### Herausgeber und Bearbeiter
- Deutsche Könige und Kaiser des Mittelalters. mit Evamaria Engel, Böhlau, Köln / Wien 1989, ISBN 978-3-412-03688-1.
- Deutsche Fürsten des Mittelalters. Fünfundzwanzig Lebensbilder. mit Wolfgang Huschner, Edition Leipzig, Leipzig 1995, ISBN 978-3-361-00437-5.
- Regesten Kaiser Friedrichs III. (1440–1493). Nach Archiven und Bibliotheken geordnet.
  - Band 10: Die Urkunden und Briefe aus den Archiven und Bibliotheken des Landes Thüringen. Böhlau, Wien / Köln / Weimar 1996, ISBN 978-3-205-98512-9. (Digitalisat).
  - Band 16: Die Urkunden und Briefe aus den Archiven und Bibliotheken des Bundeslandes Sachsen-Anhalt. Böhlau, Wien / Köln / Weimar 2002, ISBN 978-3-205-99414-5. (Digitalisat).
  - Band 21: Die Urkunden und Briefe aus den schlesischen Archiven und Bibliotheken der Republik Polen (mit Nachträgen zum Heft Sachsen). Böhlau, Wien / Köln / Weimar 2006, ISBN 978-3-205-77488-4, (Digitalisat.)
  - Band 26: Die Urkunden und Briefe aus den Archiven und Bibliotheken der Tschechischen Republik. Böhlau, Wien / Köln / Weimar 2012, ISBN 978-3-205-78852-2, (Digitalisat).
  - Band 31: Die Urkunden und Briefe aus den Archiven und Bibliotheken der deutschen Bundesländer Bremen, Hamburg und Schleswig-Holstein sowie der skandinavischen Länder. Böhlau, Wien / Köln / Weimar 2016, ISBN 978-3-205-79419-6, (Digitalisat).
  - Band 36: Die Urkunden und Briefe aus den Archiven und Bibliotheken der Regierungsbezirke Arnsberg, Detmold und Münster. Böhlau, Wien / Köln / Weimar 2022, ISBN 978-3-205-21556-1.